# AcegasApsAmga
AcegasApsAmga S.p.A. è una società italiana del Gruppo Hera che fornisce servizi di distribuzione gas ed energia elettrica, idrici (acquedotto, fognatura e depurazione), ambientali (raccolta e smaltimento rifiuti), illuminazione pubblica, servizi di riqualificazione energetica (ESCo), a circa 3,4 milioni di cittadini e imprese in 317 comuni italiani, prevalentemente in Veneto, Friuli-Venezia Giulia e nei Balcani (dati 2018). AcegasApsAmga S.p.A. è una società a socio unico, soggetta a direzione e coordinamento di Hera S.p.A.

## Storia
AcegasApsAmga è una società italiana nata il 1º luglio 2014 a seguito della fusione tra Acegas - Aps, multiutility di Padova e Trieste, che dal primo gennaio 2013 fa parte del Gruppo Hera, e Amga Azienda Multiservizi, controllata al 58,69% dal Comune di Udine. In pari data entrano Isontina Reti Gas ed Est Reti Elettriche entrambe di Gorizia.

## Consiglio d'Amministrazione
Presidente
- TOMMASI DI VIGNANO Tomaso

Amministratore Delegato
- GASPARETTO Roberto

Direttore Generale
- ANDRIOLO Carlo

Consiglieri
- CASETTA Devis
- CUDICIO Giorgio
- FABBRI Mila
- MOSETTI Daniele

COLLEGIO SINDACALE
Presidente
- RAVA Matteo

Sindaci effettivi
- AMATO Myriam
- VENTURINI Antonio

Tutti i predetti amministratori e sindaci resteranno in carica sino all'approvazione del bilancio di esercizio al 31 dicembre 2019.

## Principali partecipazioni
- Hera Servizi Energia  S.p.A - 100%
- Hera Luce Srl - 100%
- AresGas Ead - Bulgaria - 100%

## Dati Societari
- Ragione Sociale: AcegasApsAmga S.p.A.
- Sede legale: Via Del Teatro, 5 - 34123 Trieste
- Capitale sociale: Euro 284.677.323,84
- Codice Fiscale/Partita Iva, iscrizione al Registro delle Imprese di Trieste: 00930530324

## Fonti
- www.borsaitaliana.it, su borsaitaliana.it.
- I fatti di rilievo del 2014, su acegasapsamga.it.
- Hera SpA Archivio bilanci anni precedenti, su gruppohera.it.
- Consob - Assetti proprietari Hera Spa, su consob.it (archiviato dall'url originale il 2 aprile 2015).